# كاتيا شوكينا
إيكاترينا «كاتيا» شوكينا (الروسية: Катя Щëкина، ولدت في 18 مايو 1986) عارضة روسية.

## روابط خارجية
- Fashion Model Directory profile
- Katya at Style.com
- Article in a Perm newspaper نسخة محفوظة 10 فبراير 2012 على موقع واي باك مشين. (Russian)
- Claim she was born in Kudymkar (Russian)